# Mentorat d'entreprise
 (juillet 2020).
Le mentorat est une aide ‘offline’ [sans lien hiérarchique ou d’intérêt], qui peut-être monitorée par une personne et/ou une société à une autre dans la mise en œuvre de transitions significatives dans la connaissance, le travail ou la pensée.
Le mentor ou le mentorat d'entrepreneurs s’intéresse principalement à l’entrepreneur, non à l’entreprise. C'est un accompagnement personnel et volontaire, absent de conflit d’intérêts et de jugement, qui peut-être gratuit ou payant, à caractère confidentiel, apporté sur une période entendue par une personne compétente et bienveillante, pour répondre aux besoins particuliers d'une autre personne (le mentoré) en fonction d'objectifs liés à son développement personnel et professionnel ainsi qu'au développement de ses compétences dans les différents projets qu'il a à gérer dans son entreprise ou celle d'un tiers.
Le mentorat pour entrepreneurs permet à l'entrepreneur mentoré d'accroître son développement en tant qu’entrepreneur tout en étant en mesure d’avoir le recul nécessaire pour mieux évaluer ses options et prendre ses propres décisions . Il ne faut pas confondre l’action du mentor avec celle des autres intervenants offrant un service en apparence similaire (comme le coaching).
Aujourd'hui le mot « mentor » est utilisé comme nom commun pour désigner, une personne qui partage son expérience, ses connaissances, avec quelqu'un de plus novice. Il devient un conseiller ou un éducateur bienveillant et sage; il a le droit de se faire rémunérer pour cela (selon la durée).

## Histoire de la pratique
Le mentorat est une pratique qui a démarré dans les pays anglosaxons dans les grandes entreprises à la fin du siècle dernier. Celles-ci avaient réalisé que les jeunes cadres pouvaient bénéficier d’une relation privilégiée avec un dirigeant expérimenté pour les aider dans leur développement de carrière, non pas pour développer des savoir-faire (la formation, le tutorat, le compagnonnage sont là pour ça) mais pour les aider à développer des savoir-être, connaître la culture de l’entreprise, naviguer les politiques internes, et développer leur réseau.
C’est au Québec que la pratique s’est développée rapidement auprès des entrepreneurs. Le mentoring entrepreneurial est donc l’accompagnement d’un entrepreneur novice (quel que soit son âge d’ailleurs) par un entrepreneur expérimenté sur une période étendue (1 an est la norme) sur la base du bénévolat ou d'un mandat payant.

## [3]Théories
Les pratiques d’accompagnement ont été catégorisée par Maela Paul  sur deux axes : l’axe "sens vs technicité" et  l’axe "réflexion vs action". Le mentorat est positionné dans le quadrant action et sens. En effet Paul décrit la pratique du mentorat comme ayant une orientation projet, qui aide à l’actualisation de soi, comme de la ‘guidance’ et de la transmission filiation.

## Caractéristique de la relation de mentorat
La relation de mentorat doit être volontaire et non obligatoire ; tant pour le mentor que le mentoré. C'est une relation d’égal à égal et non un lien hiérarchique, ce n’est pas une relation de pouvoir, où le mentor joue le rôle du «chef».
C’est une relation interactive et non à sens unique.